# Apocriefen van het Oude Testament

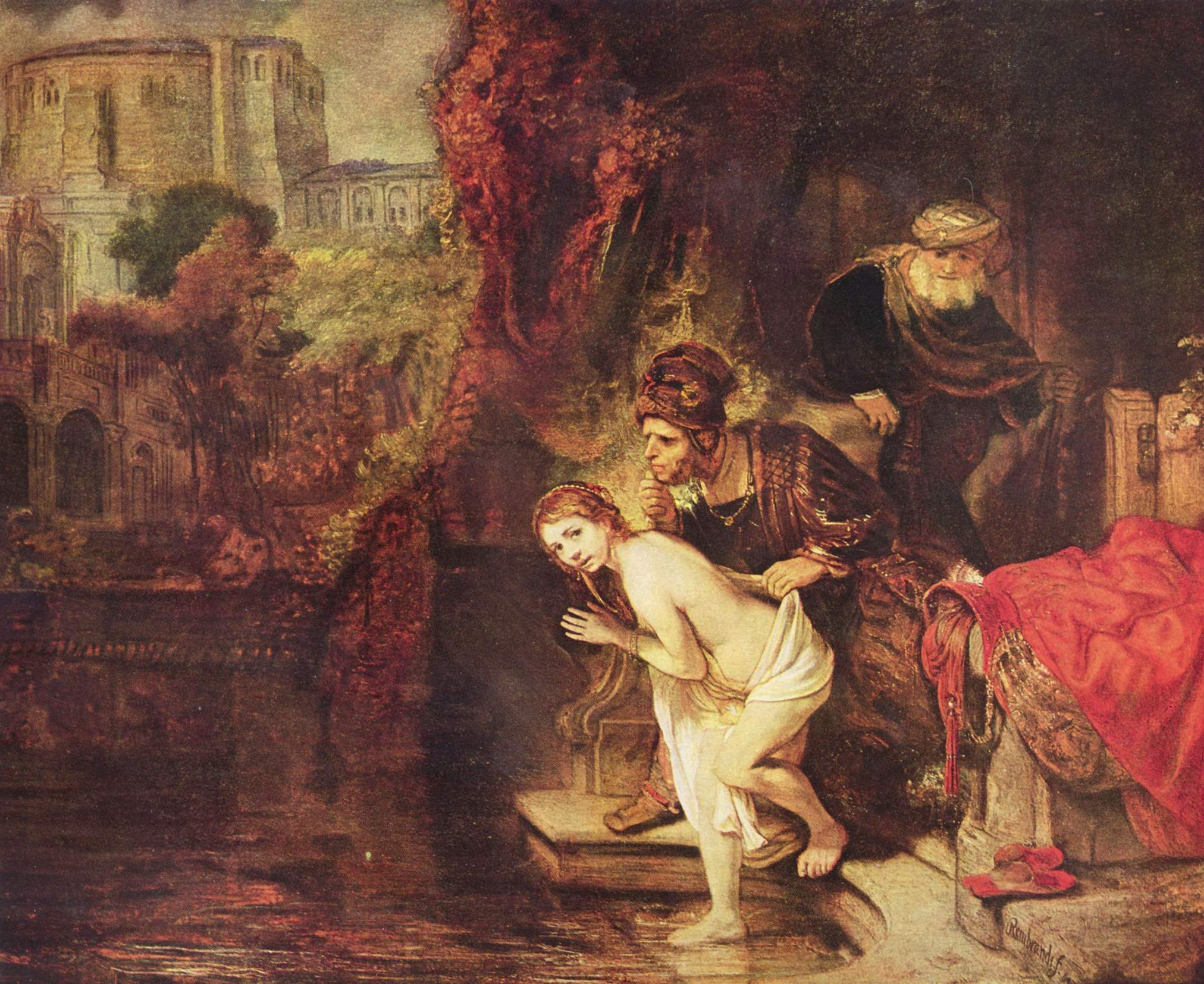
Susanna en de oudsten, een verhaal uit de Toevoegingen bij Daniël

Apocriefen van het Oude Testament (Oudgrieks: ἀπόκρυφος, apokruphos: geheim, verborgen), is een term waarmee bepaalde boeken worden aangeduid die aanvankelijk door sommigen als onderdeel van het Oude Testament van de Bijbel werden beschouwd, maar uiteindelijk niet in de canon van de Bijbel zijn opgenomen.
Protestanten noemen daarnaast zeven (of acht, zie onder) boeken apocrief, die gezaghebbend zijn in andere kerken, zoals de oosters-orthodoxe kerken en de Rooms-Katholieke Kerk. De laatstgenoemde noemt deze boeken deuterocanoniek, dat wil zeggen ‘in tweede instantie aan de canon toegevoegd’. Deze deuterocanonieke boeken zijn in de regel ontstaan in de periode tussen Oude Testament en Nieuwe Testament in.

## Apocriefen van het Oude Testament
Tussen de Dode Zee-rollen bevinden zich talloze religieuze boeken die noch door de Joden noch door de christenen tot hun canon worden gerekend. Ook de Septuagint bevat boeken, zoals het boek Oden, 3 Ezra en 4 Makkabeeën, die niet tot de canon worden gerekend. Andere voorbeelden zijn het Eerste boek van Henoch en Jubileeën. (Zie verder in dit artikel.)

### Deuterocanonieke boeken

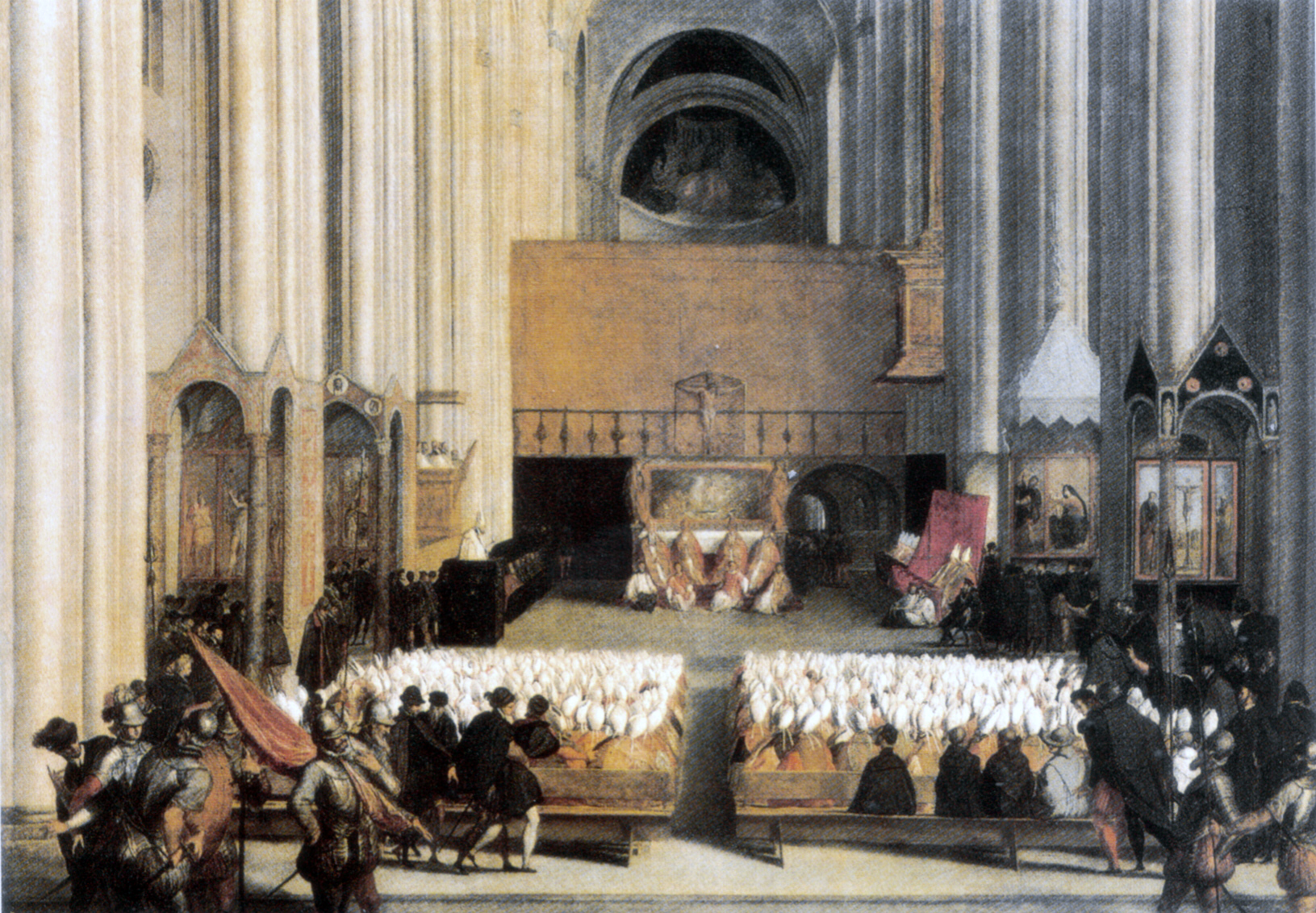
Het concilie van Trente in 1563.

Er zijn zeven (of acht, zie onder) boeken en daarnaast toevoegingen aan de boeken Daniël en Ester die, hoewel ze niet tot de Hebreeuwse canon behoren, door de katholieke kerk en de oosters-orthodoxe kerken gezaghebbend worden geacht. De boeken zijn ontstaan in de periode tussen de Hebreeuwse Bijbel en het Nieuwe Testament in. Het zijn boeken uit de Septuagint (de tussen ca. 225 en 100 v.Chr. gemaakte Griekse vertaling van het Oude Testament) die Hiëronymus pas na aandringen van Augustinus van Hippo en Paus Damasus I in de Vulgaat heeft opgenomen. Hiëronymus noemde deze boeken "apocrief", maar had daarmee geen negatieve bijbedoeling.
Het Concilie van Ferrara-Florence (1441) en het Concilie van Trente (1546) stelden nog eens dat de Vulgaat de norm was en bevestigden daarmee het gezag van deze boeken. De verklaring te Trente kan gezien worden als een reactie op de protestantse Bijbelvertalingen die in de decennia ervoor waren vervaardigd, waaronder de Lutherbijbel (1534). Maarten Luther en andere hervormers ten tijde van de Reformatie erkenden de boeken niet als gezaghebbend. Sindsdien worden ze door protestanten "apocrief" genoemd, waardoor het woord "apocrief" een negatieve bijklank kreeg. De van jood tot katholiek bekeerde theoloog Sixtus van Siena vond de term deuterocanoniek uit in 1566, waarmee hij ze in tweede instantie tot de canon wilde rekenen (Gr. deuteros = tweede). Bovendien gaf Sixtus een engere, rooms-katholieke betekenis aan het woord "apocrief", namelijk aan enkele oudtestamentische boeken die ook volgens de Rooms-Katholieke Kerk niet gezaghebbend waren.
Het precieze aantal deuterocanonieke boeken hangt af van de indeling die een bijbeluitgave hanteert. De Brief van Jeremia wordt soms als apart boek en soms als hoofdstuk 6 van Baruch opgenomen. In de NBV21 zijn het elf boeken: de Brief van Jeremia is hier als apart boek opgenomen. Er is ook een apart boek met de toevoegingen aan Daniël. Daarnaast is er een boek met de vertaling van de Griekse tekst van Ester. Deze tekst bevat de toevoegingen aan Ester. Verder is het Gebed van Manasse opgenomen, hoewel dit boek ook door katholieken niet wordt erkend als gezaghebbend.

### Lange en korte versie
Tot de vorige eeuw veronderstelde men dat de Septuagint een vertaling van de Masoretische tekst was. Uit onderzoek van de Dode Zee-rollen blijkt dat dit niet het geval is. Van veel Bijbelboeken blijken verschillende teksten te hebben gecirculeerd; een wat vrijere die gebruikt is voor bijvoorbeeld de Septuagint, en een strikte, die de basis werd van de Masoretische tekst.
Van sommige boeken zijn er in de handschriften van de Septuagint verschillende versies te vinden, bijvoorbeeld van Richteren, Daniël en Tobit. De Wijsheid van Jezus Sirach heeft een lange versie, kennelijk zijn er verzen toegevoegd. Het boek Psalmen heeft een psalm (151) meer dan de Masoretische tekst (bovendien is de nummering anders). De boeken Daniël en Ester hebben in de Griekse (Koinè) versie hele hoofdstukken tekst extra.
Van het boek De wijsheid van Jezus Sirach is een Hebreeuwse, een Syrische en een Griekse versie bekend. Hoewel tekstkritisch de Hebreeuwse versie de voorkeur zou verdienen, heeft het boek gezag, omdat het is opgenomen in de Septuagint en in de Vulgaat en geldt voor de vertalingen de Griekse tekst als de brontekst.

### Canon van de Tenach
Hoewel van een boek als De wijsheid van Jezus Sirach Hebreeuwse teksten aanwezig waren, werd het door de joodse schriftgeleerden niet toegelaten tot de Hebreeuwse canon. Het boek geeft namelijk een vrij precieze datum waarop het geschreven is (180 v.Chr voor het Hebreeuwse origineel; 132 v.Chr voor de Griekse vertaling) en het criterium voor toelating was mogelijk dat de tekst terugging op Ezra (ca. 400 v.Chr).
Een boek als Prediker, dat iets ouder is (het wordt geciteerd door Sirach) werd wel toegelaten, mogelijk omdat men het toeschreef aan Salomo. Ook het gedeeltelijk in het Aramees geschreven Daniël werd toegelaten, omdat men ervan uitging dat Daniël zelf de auteur was.
Vaak wordt de canon toegeschreven aan de synode van Jamnia, rond 100 n.Chr. Het is allerminst zeker dat er zo'n synodebesluit is geweest. De besprekingen gingen in die tijd meer over het waarom dan over of een bepaald boek moest worden toegelaten.

### Septuagint en Vulgaat als canon
De christelijke kerk accepteerde de Septuagint, de Griekse vertaling van het Oude Testament als gezaghebbend. De Septuagint bevat de boeken van de Hebreeuwse Bijbel in Griekse vertaling, zoals gezegd soms (Ester, Psalmen, Daniël) in een langere versie. De Septuagint bevat daarnaast de deuterocanonieke boeken, en ook nog boeken als 3 Makkabeeën en 4 Makkabeeën die volgens zowel rooms-katholieken als protestanten niet tot de canon behoren.
De Vulgaat is de Latijnse vertaling die Hiëronymus (ca. 382-405) maakte van de Bijbel. Hij beschouwde alleen de Hebreeuwse Bijbel als gezaghebbend. Hierover ontstond een discussie met Augustinus van Hippo die de gehele Septuagint geïnspireerd achtte. Hiëronymus gaf ten langen leste toe, maar hij vertaalde de door hem deuterocanoniek genoemde boeken niet zelf, maar bewerkte de oudere vertalingen (Vetus Latina). De Rooms-Katholieke Kerk beschouwde tot begin deze eeuw de Vulgaat als gezaghebbend en erkent de deuterocanonieke boeken als richtinggevend voor geloof en leven.

## Hervormers

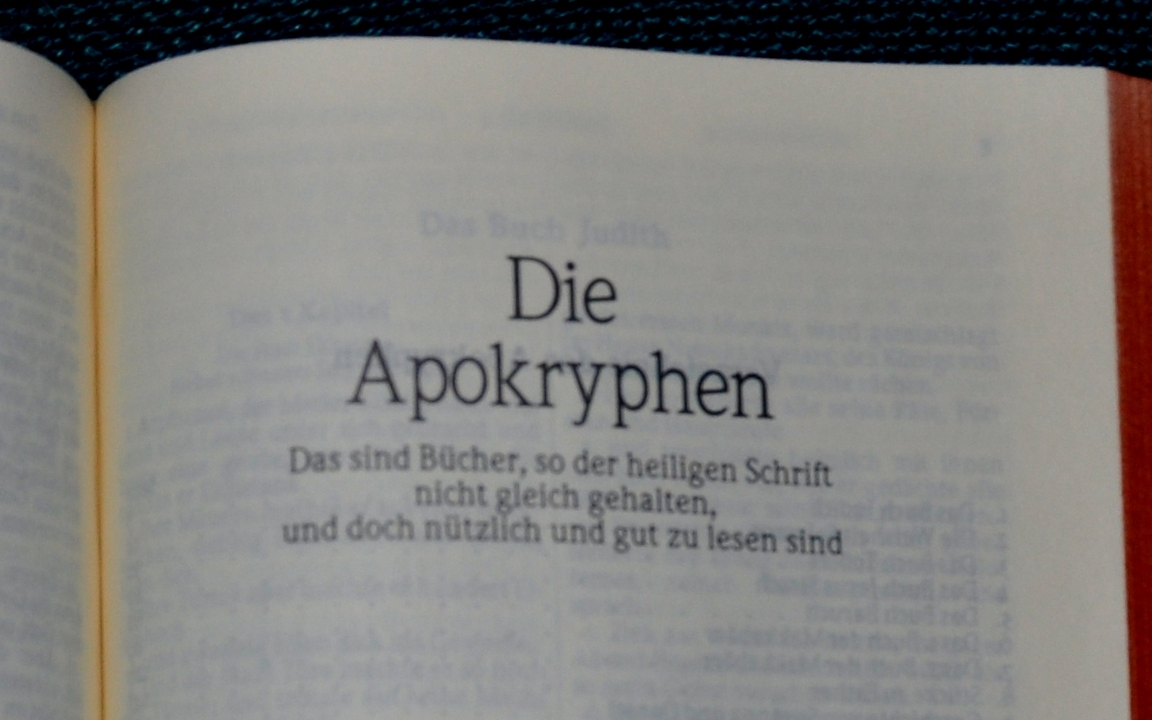
Lutherbijbel 1912

De hervormers zoals Maarten Luther, die in 1534 met zijn Bijbelvertaling in het Duits kwam, namen in de zestiende eeuw de Hebreeuwse Bijbel aan als canon, en verwierpen daarmee de boeken die de Rooms-Katholieke Kerk deuterocanoniek noemt. Deze boeken werden apocrief genoemd, en ter onderscheid werden de overige verworpen boeken pseudepigraaf (onder valse naam verschenen) genoemd. Voor de Rooms-Katholieke Kerk, die zich uitsprak op het Concilie van Trente, bleef de Vulgaat de standaard, waarvan tweemaal een herziene druk verscheen.
De protestantse canon bevat daarom minder boeken dan de katholieke.
Luther nam ze wel op in zijn vertaling, maar daarin staan ze apart tussen het Oude en het Nieuwe Testament in, met een waarschuwing dat deze boeken niet gezaghebbend zijn zoals de andere boeken.

### Nederlandse Geloofsbelijdenis
De (gereformeerde) Nederlandse geloofsbelijdenis (1561) zegt in artikel 6 dat de boeken nuttig zijn om te lezen, maar geen leergezag hebben:
Artikel 6. Het onderscheid tussen de canonieke en de apocriefe boeken.
Wij onderscheiden deze (de boeken van de protestantse canon, red) heilige boeken van de apocriefe, namelijk het derde en vierde boek van Ezra, het boek Tobias, Judit, het boek Wijsheid, Jezus Sirach, Baruch, de Toevoegingen aan het boek Ester, het Gebed van de drie mannen in het vuur, de Geschiedenis van Susanna, van Bel en de draak, het Gebed van Manasse en de twee boeken van de Makkabeeën. De kerk mag deze boeken wel lezen en ervan leren, voor zover zij overeenstemmen met de canonieke boeken. Zij hebben echter niet zo’n kracht en gezag, dat men door het getuigenis van deze boeken enig punt van het geloof of van de christelijke godsdienst zou kunnen bevestigen; laat staan dat zij het gezag van de andere, de heilige boeken, zouden kunnen verminderen.

### Cultuur

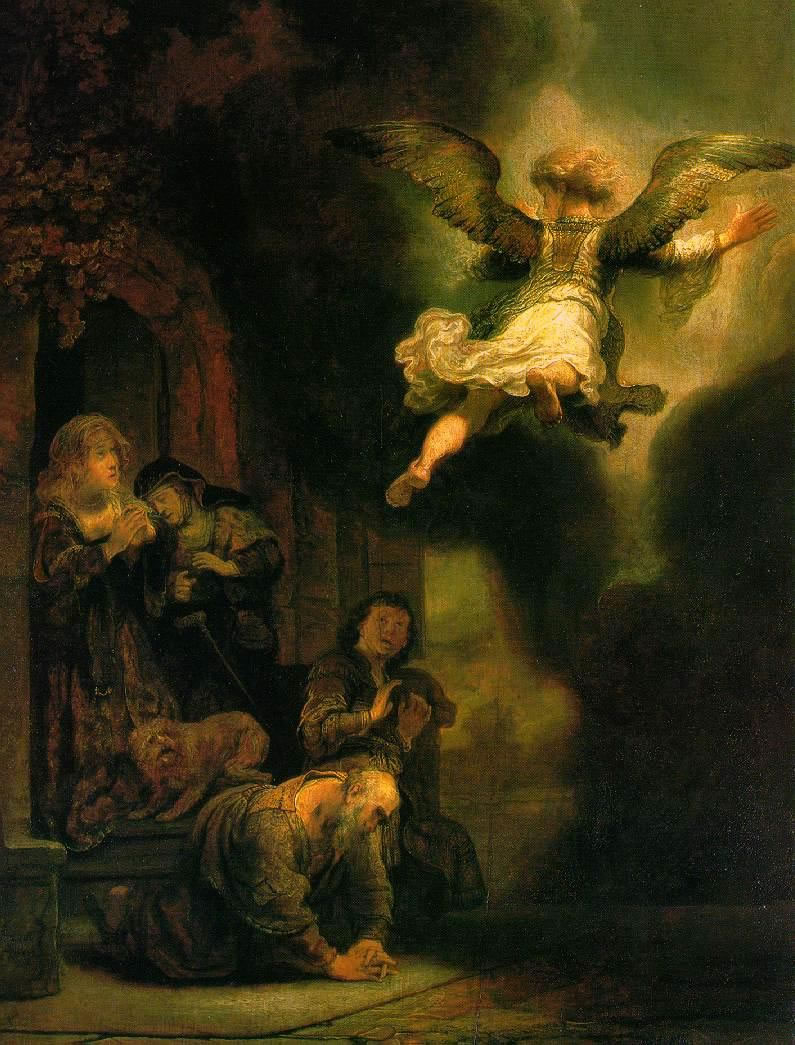
Rembrandt: de engel verlaat Tobit.

Ook in het protestantse gedeelte van Europa bleven de daar apocrief genoemde boeken culturele invloed uitoefenen. Op 17e-eeuwse schilderijen komen taferelen uit de apocriefe boeken voor. Een naam als Rafaël is afkomstig uit het boek Tobit. Een bekend oratorium van de in het protestantse Engeland schrijvende Händel was Judas Maccabeus; de muziek van de triomfmars klinkt met Pasen in veel kerken (U zij de glorie). De invloed van de canonieke boeken van de Statenvertaling op het Standaardnederlands is echter veel groter dan de invloed van de tekst van de apocriefen.

### Apocriefen in protestantse en interconfessionele Bijbels
Aanvankelijk bevatten de protestantse Bijbels de afgewezen boeken nog in een apart gedeelte tussen Oude en Nieuwe Testament in.
De eerste druk van de Statenvertaling doet een uitgebreide waarschuwing aan de vertaling van de apocrief genoemde boeken voorafgaan, waarvan het begin als volgt gaat:
De Schriften die van oudts by een gevoeght zijn gheweest in het Boeck ghenaemt de BIBEL, ofte, de SCHRIFTURE, zijn tweederley: sommige zijn van Godt selve in-gegeven, (...)
Sommige zijn door eygen ingeven geschreven van menschen die in de leere dwalen konden: ende die des halven geenen reghel en konnen zijn van ons' gheloove ende wandel. Ende dese worden genaemt APOCRYPHE BOECKEN, dat is, Verborgene: ofte om dat'se niet opentlick in de Ghemeynte en behooren ghelesen, maer veel eer verborghen te worden: ofte, om datse niet en zijn gheweest in de casse, daer in de Goddelicke Boecken van de Ioden bewaert ende verborgen wierden.
De boeken raakten in het protestantisme verder in onbruik. Soms werden ze uit bijbels gescheurd, vanuit de overtuiging dat ze niet in Gods Woord thuis hoorden. De Nieuwe vertaling van 1951 bevat de boeken niet; er is wel een uitgave verschenen voor de Evangelisch-Lutherse Kerk waar de boeken aan toegevoegd zijn tussen OT en NT in.
Tegenwoordig zien interconfessionele Bijbeluitgaven door rooms-katholieken en protestanten samen het licht, zoals de Groot Nieuws Bijbel en de Nieuwe Bijbelvertaling, waarbij dan ook een editie "met deuterocanonieke boeken" wordt uitgegeven.

## Overzicht van apocriefe en deuterocanonieke boeken in de Septuagint
Enkele geschriften uit de Septuagint gelden voor zowel de katholieke kerk als de protestantse kerken als apocrief. Deze geschriften werden soms door de kerkvaders en kerkelijke schrijvers uit de eerste eeuwen geciteerd en worden daarom door sommige oosters-orthodoxe kerken wel erkend.
| Deuterocanoniek boek                                                 | Apocrief boek         | Datum               | Genre               | Oorspronkelijke taal  | Hebreeuwse versie bekend? |
| -------------------------------------------------------------------- | --------------------- | ------------------- | ------------------- | --------------------- | --- |
| Tobit                                                                |                       | 225-175 v.Chr.      | Legende             | Hebreeuws/Aramees     | Fragmenten bij Dode Zee-rollen                                                                                                 |
| De wijsheid van Jezus Sirach                                         |                       | 195-170 v.Chr.      | Wijsheidsliteratuur | Hebreeuws             | Ongeveer 70% is bekend, onder meer uit de genizah van Caïro; fragmenten bij Dode Zee-rollen; rol Massada bevat Hoofdstuk 39-44 |
| Toevoegingen aan Daniël: *Gebed van Azarja *Susanna *Bel en de draak |                       | Ca. 100 v.Chr.      | Deels Apocalyptiek  | Grieks                | |
| Toevoegingen aan Ester                                               |                       | 100 v.Chr.?         |                     | Grieks                | |
|                                                                      | 3 Ezra*               | Ca. 165 v.Chr.?     |                     | Grieks                | Nee |
| 1 Makkabeeën                                                         |                       | Ca. 125 v.Chr.      | Geschiedenis        | Hebreeuws of Aramees  | Niet bewaard gebleven |
| 2 Makkabeeën                                                         |                       | Ca. 50 v.Chr.       | Geschiedenis        | Grieks                | |
|                                                                      | 3 Makkabeeën          | 100-70 v.Chr.       | Geschiedenis        | Grieks?               | Nee |
|                                                                      | 4 Makkabeeën          | 50 v.Chr.-70 n.Chr. | Filosofisch werk    | Grieks                | Nee |
| Judit                                                                |                       | Ca. 100 v.Chr.      | Novelle             | Hebreeuws of Aramees  | Nee |
| De wijsheid van Salomo                                               |                       | 50 v.Chr.-30 n.Chr. | Wijsheidsliteratuur | Grieks                | |
| Baruch                                                               |                       | In gedeelten        | Wijsheidsliteratuur |                       | |
| Brief van Jeremia                                                    |                       | 150-1 v.Chr.        |                     | Waarschijnlijk Grieks | Nee |
|                                                                      | Het gebed van Manasse | Ca. 1 v.Chr.        | Liederen            | Grieks                | |
|                                                                      | Oden                  |                     | Liederen            |                       | |
|                                                                      | Psalm 151             |                     | Liederen            | Hebreeuws             | Hebreeuwse tekst bij Dode Zee-rollen gevonden                                                                                  |
|                                                                      | Psalmen van Salomo    | 50 v.Chr.           | Liederen            |                       | |

*: er zijn meerdere boeken Ezra (Esdras in Latijn) waarvan de nummering wisselt. Esdras B in de Septuagint zijn de canonieke boeken Ezra en Nehemia. Daarnaast bevat de Septuagint ook een Esdras A dat beschouwd wordt als een apocrief boek. Er zijn ook andere indelingen, bijvoorbeeld 1 Esdras tot en met 4 Esdras.

## Oudtestamentische pseudepigrafen
De term pseudepigraaf komt uit het Grieks en wil zoveel zeggen als: 'geschreven onder een valse naam' of, minder pejoratief, 'geschreven onder een alias' waarmee bedoeld wordt dat het werk is geschreven onder de naam van een gezaghebbende figuur uit het verleden. Het woord pseud(o)epigrafisch wordt vaak gebruikt in de betekenis van apocrief, maar strikt genomen zijn er zowel apocriefe (Henoch), deuterocanonieke (Baruch) als canonieke (Prediker, Hooglied en Daniël) boeken onder een alias verschenen.
Het boek I Henoch heeft een aparte status: in de Ethiopische kerk is dit boek canoniek; in de overige kerken apocrief.